# タンブルダウン 彼の遺した恋の歌
『タンブルダウン 彼の遺した恋の歌』（原題:Tumbledown）は2015年に公開されたアメリカ合衆国・カナダ合作のロマンティック・コメディ映画である。監督はショーン・ミューショー、主演はレベッカ・ホールが務めた。本作はミューショーの長編映画監督デビュー作でもある。
本作は日本国内で劇場公開されなかったが、スターチャンネルで放送されたことがある。

## 概略
ハンナ・マイルズは最愛の夫（ハンター）を亡くした悲しみから立ち直れずにいた。そんなある日、ハンナの中に「フォークシンガーとしてカルト的な人気を博していた夫の事績をまとめておきたい」という思いが芽生え始めた。一念発起してハンターの伝記を執筆し始めたハンナだったが、文章に不慣れだったため執筆は遅々として進まなかった。そこへやって来たのが著述家のアンドリュー・マッケイブであった。アンドリューはハンターの死に何かが隠されていると感じており、その真相を知るべくハンナにアプローチしてきたのであった。ハンナが困っていることを知ったアンドリューはこれ幸いと「評伝の執筆を手助けしたい」と申し出た。
こうして2人は共同で評伝を執筆することになったが、その作業を通して徐々に惹かれ合っていく。

## キャスト
- ハンナ・マイルズ：レベッカ・ホール
- アンドリュー・マッケイブ：ジェイソン・サダイキス
- フィンリー：ディアナ・アグロン
- カーティス：ジョー・マンガニエロ
- アプトン：グリフィン・ダン
- ブルース・ジェスパーセン：リチャード・メイサー
- リンダ・ジェスパーセン：ブライス・ダナー

## 製作
2013年4月9日、ジェイソン・サダイキス、ローズ・バーン、オリヴィア・マン、ジョー・マンガニエロ、ブライス・ダナー、マイケル・マッキーン、ボー・ブリッジスが本作に出演することになったと報じられたが、後にバーン、マン、マッキーン、ブリッジスの4名は降板することになった。2014年1月30日、レベッカ・ホールの起用が発表された。3月31日、グリフィン・ダン、リチャード・メイサー、ディアナ・アグロンがキャスト入りした。

### 撮影
当初、本作の主要撮影は2013年10月にカナダのバンクーバーでスタートする予定だったが、様々なアイデアを検討した結果、税制優遇措置が特に充実しているマサチューセッツ州でロケが行われることになった。2014年3月、本作の主要撮影が同州のプリンストンで始まった。
2015年3月22日、ダニエル・ハートとダミアン・ジュラードが本作で使用される楽曲を手掛けるとの報道があった。2016年2月12日、ミラン・レコーズが本作のサウンドトラックを発売した。

## マーケティング・興行収入
2015年4月18日、本作はトライベッカ映画祭でプレミア上映された。5月28日、Starzが本作の全米配給権を獲得したと報じられた。2016年1月8日、本作のオフィシャル・トレイラーが公開された。2月5日、本作は全米2館で限定公開され、公開初週末に7331ドル（1館当たり3665ドル）を稼ぎ出し、週末興行収入ランキング初登場60位となった。

## 評価
本作は批評家から好意的に評価されている。映画批評集積サイトのRotten Tomatoesには37件のレビューがあり、批評家支持率は70%、平均点は10点満点で6.3点となっている。また、Metacriticには14件のレビューがあり、加重平均値は60/100となっている。